# Alexandra Kosteniouk
Alexandra Konstantinovna Kosteniouk (en russe : Александра Константиновна Костенюк), née le 23 avril 1984 à Perm, est une joueuse d'échecs russe et suisse, grand maître international depuis 2004. Elle est championne du monde de parties classiques en septembre 2008, vainqueur de la  première coupe du monde féminine en 2021 et championne du monde de parties rapides chez les femmes en décembre 2021.
Au 1er février 2023, elle est la 10e joueuse mondiale, avec un classement Elo de 2 519 points.
À partir de mars 2023 elle joue sous les couleurs de la Suisse.

## Biographie

### Vie privée
Alexandra Kosteniouk a été mariée à Diego Garcés. Le 22 avril 2007, elle donne naissance à une fille qu’elle prénomme Francesca Maria. 
Elle est ensuite l'épouse du GM franco-russe Pavel Tregoubov.

### Divers
Alexandra Kosteniouk tient à jour le podcast Chess is Cool qui informe ses auditeurs sur sa vie ainsi que sur certains événements du monde des échecs[réf. souhaitée].
Elle est aussi membre du club des Champions de la Paix, un collectif de quarante athlètes de haut niveau créé en novembre 2009 par l'organisation internationale monégasque Peace and Sport pour promouvoir la paix dans le monde grâce au sport.
Son père et entraîneur, Konstantin Kosteniouk, est le concepteur de l'automate d'échecs ChessRobot.

## Carrière

### Championne d'Europe (2004)
En 2001, à l'âge de dix-sept ans, elle arrive en finale du championnat du monde d'échecs féminin, mais elle est battue par Zhu Chen. Trois ans plus tard, elle devient championne d'Europe en remportant le tournoi de Dresde en Allemagne, ce qui lui permet d'obtenir le titre de grand maître international. Elle gagne aussi le Championnat russe féminin en 2005 à Samara.

### Championne du monde (2008)
En août 2006, elle devient la première championne d'échecs aléatoires Fischer en battant la plus forte joueuse allemande, Elisabeth Pähtz 5,5-2,5. Elle garde son titre en 2008 après avoir vaincu Kateryna Lahno 2,5 à 1,5.
Cependant, son plus grand succès échiquéen a été de remporter le championnat du monde d'échecs féminin le 17 septembre 2008 à Naltchik en gagnant en finale contre la jeune prodige chinoise Hou Yifan sur le score de 2½-1½ (un gain et 3 nulles).
| Année | Lieu                                        | Résultat                                                | Ultime adversaire                                       | Adversaires battues                                                                |
| ----- | ------------------------------------------- | ------------------------------------------------------- | ------------------------------------------------------- | ---------------------------------------------------------------------------------- |
| 2001  | Moscou                                      | finaliste                                               | Zhu Chen                                                | Jennifer Shahade, Hoang Thanh Trang Alissa Galliamova, Almira Skripchenko Xu Yuhua |
| 2004  | Elista                                      | deuxième tour                                           | Viktorija Čmilytė                                       | Maria Sergueïeva                                                                   |
| 2006  | Iekaterinbourg, Russie                      | troisième tour                                          | Viktorija Čmilytė                                       | Natalia Khoudgarian, Elina Danielian                                               |
| 2008  | Naltchik, Russie                            | championne du monde                                     | Hou Yifan                                               | Atousa Pourkashiyan, Tatiana Kosintseva Anna Ushenina, Pia Cramling Hou Yifan      |
| 2010  | Antakya, Turquie                            | troisième tour                                          | Ruan Lufei                                              | Amina Mezioud, Sopiko Khoukhachvili                                                |
| 2012  | Khanty-Mansiïsk, Russie                     | deuxième tour                                           | Natalia Pogonina                                        | Tatev Abrahamyan                                                                   |
| 2015  | Sotchi                                      | troisième tour                                          | Dronavalli Harika                                       | Irina Berezina Shen Yang                                                           |
| 2017  | Téhéran                                     | demi-finaliste                                          | Anna Mouzytchouk                                        | Sabrina Latreche Inna Gaponenko Pia Cramling Ni Shiqun                             |
| 2018  | Khanty-Mansiïsk                             | demi-finaliste                                          | Ju Wenjun                                               | Danitza Vázquez Ni Shiqun Dronavalli Harika Anna Mouzytchouk                       |
| 2019  | Kazan, Russie                               | septième du tournoi des candidates avec 6 points sur 14 | septième du tournoi des candidates avec 6 points sur 14 | septième du tournoi des candidates avec 6 points sur 14                            |
| 2022  | Khiva, Ouzbékistan (tournoi des candidates) | quart de finale                                         | Aleksandra Goriatchkina                                 |                                                                                    |

### Championne de Suisse (2013)
En 2013, elle remporte le championnat national suisse mixte.

### Compétitions par équipes
En 2013 elle fait partie de l'équipe féminine de Russie qui termine vice-championne d'Europe d'Échecs par équipes à Varsovie. Elle en est le deuxième échiquier.
En 2014 elle participe à l'Olympiade d'échecs de 2014 à Tromsø dans l'équipe représentant la Russie qui gagne cette olympiade. Elle y gagne la médaille d'or du troisième échiquier.
En 2016, elle remporte un deuxième titre de championne de Russie à Novossibirsk, devant Natalia Pogonina, Anastassia Bodnarouk, Olga Guiria, Valentina Gounina, Daria Tcharotchkina et Daria Poustovoïtova.

### Victoire à la coupe du monde féminine (2021)
En juillet-août 2021, Alexandra Kosteniouk remporte la première Coupe du monde d'échecs féminine disputée à Sotchi en Russie.
| Année | Lieu    | Résultat       | Ultime adversaire       | Adversaires battues                                                                              |
| ----- | ------- | -------------- | ----------------------- | ------------------------------------------------------------------------------------------------ |
| 2021  | Sotchi  | victoire       | Aleksandra Goriatchkina | Deysi Cori Pia Cramling Mariya Mouzytchouk Valentina Gounina Tan Zhongyi Aleksandra Goriatchkina |
| 2023  | Bakou   | troisième tour | Teodora Injac           | Yan Tianqi                                                                                       |
| 2025  | Batoumi | quatrième tour | Humpy Koneru            | Padmini Rout Meri Arabidzé                                                                       |

### Championnats du monde de parties rapides et de blitz
En 2012, 2014 et 2016, Alexandra Kosteniouk remporte la médaille d'argent au  Championnat du monde d'échecs de parties rapides.
En décembre 2021, à Varsovie, Alexandra Kosteniouk est championne du monde de parties rapides et elle gagne la médaille d'argent au Championnat du monde de blitz.

### Grand Prix FIDE féminins
En 2019, Kosteniouk remporte le Grand Prix FIDE féminin de Monaco au départage devant Humpy Koneru et Aleksandra Goriatchkina
.
En 2023, elle gagne le Grand Prix FIDE de Munich.